# Wohnhaus Hoyaer Straße 11
Das Wohnhaus Hoyaer Straße 11 in Bücken in der niedersächsischen Samtgemeinde Grafschaft Hoya stammt vom Anfang des 20. Jahrhunderts.
Es wird auch aktuell (2023) als Wohnhaus genutzt.
Das Gebäude steht unter Denkmalschutz (siehe auch Liste der Baudenkmale in Bücken).

## Beschreibung
Das eingeschossige traufständige verputzte U-förmige Gebäude mit Krüppelwalmdach, Zwerchhaus und Erker als Eingang sowie schlichtem Putzdekor wurde 1910 (Inschrift) gebaut.
Das Niedersächsische Landesamt für Denkmalpflege befand: „… geschichtliche Bedeutung … durch beispielhafte Ausprägung eines freistehenden Wohnhauses …“